# Yorktownska kampanja
Kampanja pri Yorktownu, znana tudi kot Virginijska kampanja, je bila niz vojaških manevrov in bitk med  Ameriško osamosvojitveno vojno, ki se je zaključila z Bitko pri Yorktownu oktobera 1781. Rezultat kampanje je bila predaja britanske vojske generala Charlesa Cornwallisa, grofa Cornwallisa, dogodek, ki je neposredno privedel do začetka resnih mirovnih pogajanj in končnega konca vojne. Kampanja je bila zaznamovana z nesoglasji, negotovostjo in napačno komunikacijo s strani britanskih voditeljev ter z izjemnim nizom kooperativnih odločitev zavezniških poveljnikov s strani Francozov in Američanov. 
Kampanja je vključevala kopenske in pomorske sile Velike Britanije in Francije ter kopenske sile patriotov. Britanske sile so bile poslane v Virginijo med januarjem in aprilom 1781 ter se maja pridružile Cornwallisovi vojski, ki je prišla z oddaljene kampanje po južnih državah. Te sile so se sprva šibko upirale virginijski milici, vendar je general George Washington poslal najprej Markiza de Lafayetta in nato Anthony Wayna z kontinentalno vojsko za preprečitev ropanja in ekonomskega uničenja, ki so ga povzročali Britanci. Vendar pa so bile skupne ameriške sile številčno nezadostne za nasprotovanje združenim britanskim silam in le po seriji sporno zmedeno podanih ukazov generala Sir Henryja Clintona, britanskega vrhovnega poveljnika, je Cornwallis julija prenesel svoje sile v "Yorktown, Virginia" in zgradil obrambno pozicijo, ki je bila močna proti kopenskim silam, s katerimi se je takrat soočal, vendar ranljiva za pomorsko blokado in obleganje. 
Britanske pomorske sile v Severni Ameriki in Zahodne Indije, oz. Antilov so bile šibkejše od združenih flot Francije in Španije in po nekaterih ključnih odločitvah in taktičnih napakah britanskih pomorskih poveljnika je francoska flota Paula de Grassa prevzela nadzor nad Chesapeake Bayom, kar je Cornwallisu preprečilo pomorsko podporo in dostavilo dodatne kopenske sile za obleganje na kopnem. Kraljeva vojna mornarica se je poskušala spopasti za nadzor, vendar je admiral Thomas Graves bil poražen v ključni bitki pri Chesapeake 5. septembra. Ameriške in francoske enote, ki so se zbrale pred New Yorkom so konec avgusta začele napredovati proti jugu in prispeli v bližino Yorktowna v sredini septembra. Prevare gibanju teh enot so uspešno zavlekle poskuse Clintona, da pošlje več vojakov k Cornwallisu. 
Obleganje Yorktowna se je začelo 28. septembra 1781. Z dejanjem, ki je verjetno skrajšal obleganje, se je Cornwallis odločil, da zapusti dele svojih zunanjih obramb in oblegovalci so uspešno zavzeli dve njegovi utrdbi. Ko je postalo jasno, da je njegova pozicija nevzdržna, je Cornwallis 17. oktobra odprl pogajanja in se predal dva dni kasneje. Ko so novice dosegle London, je vlada gospoda Northa padla in naslednje vlada Rockinghama je vstopila v mirovna pogajanja. Ta so se zaključila z Pariškim mirovnim sporazumom leta 1783, v katerem je Jurij III. Britanski priznal neodvisne Združene države Amerike. Clinton in Cornwallis sta začela javno debato, kjer sta zagovarjala svoji vlogi v kampanji, britanska mornariško poveljstvo je prav tako razpravljalo o pomorskih pomanjkljivostih, ki so pripeljale do poraza.
Če so bili vsi ti očitno naključni dogodki rezultat prejšnjega dogovora in predpremisleka, potem prikazujejo vrhunsko poveljevanje, čemur vojaške zgodovine ne ponujajo para. Zgodovinar Paul Allen

## Ozadje kampanje
Do decembra 1780 je ameriška revolucijska vojna v Severni Ameriki dosegla kritično točko. Kontinentalna vojska je utrpela velike poraze, njene južne enote so bile bodisi ujetih bodisi raztresenih v izgubi Charlestona in bitki pri Camden] na jugu, medtem ko sta si armadi George Washingtona in britanskega vrhovnega poveljnika Severne Amerike] Sir Henry Clintona izmenjavali položaje okoli New Yorka na severu.
Kontinentalni dolar je bila praktično brez vrednosti, javna podpora vojni, ki je kmalu vstopila v šesto leto je upadala in vojaške enote so postajale uporne glede na plačilo in pogoje. V korist Američanov je bilo, da je lojalistično rekrutiranje na jugu bilo ustavljeno z usodnim udarcem v bitki pri Kings Mountain oktobra.

### Francosko-ameriško načrtovanje za vojaške operacije 1781
Virginia je v veliki meri ušla vojaškemim psopadom pred letom 1779, ko je napad na Chesapeake uničil velik del državne ladjedelniške zmogljivosti in zajel ali uničil velike količine tobaka, kar je bil pomemben trgovski predmet za Američane. Edine obrambe Virginije so bile sestavljene iz lokalno organiziranih milic in virginijska mornarice, ki je bila praktično izbrisana v napadu leta 1779.
Milice so bile pod splošnim vodstvom generala Kontinentalne vojske Friedricha barona von Steubena, zahtevnega pruskega častnika, ki čeprav je bil odličen inštruktor, ni le odtujil svojih podrejenih, temveč je imel tudi težak odnos z guvernerjem države Thomas Jeffersonom. Steuben je v "Chesterfieldu, Virginia" ustanovil usposabljalni center za nove rekrute Kontinentalne vojske in "tovarno" v "Westhamu, Virginia" za izdelavo in popravilo orožja in streliva.
Francoski vojaški načrtovalci so morali uravnotežiti nasprotujoče si zahteve za kampanjo leta 1781. Po nizu neuspešnih poskusov sodelovanja z Američani (kar je pripeljalo do neuspešnih napadov do bitke pri Rhode Islandu in obleganje Savannaha) so spoznali, da je potrebna bolj aktivna udeležba v Severni Ameriki. Vendar so tudi morali uskladiti svoja dejanja z Španijo, kjer je bila potencialna zainteresiranost za napad na britansko oporišča na Jamajki. Izkazalo se je, da Španci niso bili zainteresirani za operacije proti Jamajki, dokler niso rešili pričakovanega britanskega poskusa za okrepitev obleganega Gibraltarja in so želeli biti obveščeni o gibanju flote Zahodne Indije.
Ko se je francoska flota pripravljala na odhod iz "Bresta, Francija" so bile sprejete nekatere pomembne odločitve. Flota Zahodne Indije, ki jo je vodil François Joseph Paul de Grasse, je po operacijah na Vetrovnih otokih bila usmerjena proti Cap-Français (današnjemu Cap-Haïtien) za ugotovitev, katere vire bo potrebno za podporo španskim operacijam. Zaradi pomanjkanja transportnih sredstev je Francija prav tako obljubila šest milijonov francoskih livrov za podporo ameriškemu vojnemu prizadevanju namesto zagotavljanja dodatnih enot. Francoska flota v Newportu je dobila novega poveljnika, Comte de Barrasa. De Barrasu je bilo naročeno, da odpluje floto iz Newportua, da bi nadlegoval britansko trgovino ob Novo Škotsko in Nove Fundlandije, francoski vojski v Newportu pa je bila naročeno, da se združi z Washingtonovo vojsko zunaj New Yorka.
V ukazih, ki jih sploh niso nameravali deliti z generalom Washingtonom, je bil De Grasse poučen, da naj pomaga pri operacijah v Severni Ameriki po svojem postanku v Cap-Français. Francoskemu generalu Comte de Rochambeau je bilo naročeno, naj Washingtonu sporoči, da bi De Grasse morda lahko pomagal, ne da bi se k temu zavezal. (Washington je izvedel od Johna Laurensa, ki je bil nameščen v Parizu, da je imel De Grasse diskrecijsko pravico za odločitev, da gre proti severu.)
Francoska flota je odplula iz Bresta 22. marca. Britanska flota je bila zaposlena s pripravami na ponovno oskrbo Gibraltarja in ni poskušala ovirati odhoda. Po odhodu francoske flote je paketna ladjaConcorde odplula proti Newportu, na krovu pa je bila Comte de Barras, Rochambeaujevi ukazi in krediti za šest milijonov livres. V ločenem sporočilu poslanem pozneje je De Grasse prav tako podal dve pomembni zahtevi. Prva je bila, da ga obvestijo v Cap-Français o situaciji v Severni Ameriki, da bi lahko odločil, kako bi lahko pomagal pri operacijah tam, druga pa, da mu zagotovijo 30 morskih pilotov z znanjem o vodah Severne Amerike.

### Britansko načrtovanje za 1781
General Clinton nikoli ni jasno opredelil vizije, kakšni bi morali biti cilji britanskih operacij v prihajajoči kampanjski sezoni v prvih mesecih leta 1781. Del njegovega problema je bil v težkem razmerju s svojim morskim kolegom v New Yorku, starajočim Vice Admiralom Mariot Arbuthnotom. Obe osebi sta bili trmasti, nagnjeni k jezi in sta imeli neprijazne osebnosti; zaradi ponavljajočih se spopadov se je njuno delovno razmerje popolnoma razpadlo. Jeseni 1780 je Clinton zaprosil, naj njega ali Arbuthnota pokličejo nazaj; vendar pa ukazi za vrnitev Arbuthnota niso prispeli do junija. Do takrat, po besedah zgodovinarja Georgea Billiasa, "dva moška nista mogla delovati sama in nista hotela delovati skupaj". Arbuthnota je zamenjal Sir Thomas Graves, s katerim je imel Clinton nekoliko boljše delovno razmerje.
Britanska prisotnost na jugu je obsegala močno utrjena pristanišča Savannah, Georgia in Charleston, South Carolina ter verigo utrdb v notranjosti teh dveh držav. Čeprav so bila najmočnejša zunanja oporišča razmeroma imuna na napade patriotske milice, ki je bila njihova edina formalna opozicija v teh dveh državah, so bila manjša oporišča in prav tako kot dobavni konvoji in kurirji pogosto tarča milic in poveljnikov kot sta bila Thomas Sumter in Francis Marion.
Portsmouth je bil nazadnje zaseden oktobra 1780 s silo pod poveljstvom generalmajorja Alexandra Leslia, vendar je general Charles, grof Cornwallis, ki je poveljeval britanski južni vojski, v novembru ukazal, da gredo v Južno Karolino. Da bi zamenjal generala Leslieja v Portsmouthu, je general Clinton poslal 1,600 vojakov pod poveljstvom generala Benedict Arnolda (nedavno povzdignjenega v britansko vojsko kot brigadir) v Virginiji konec decembra.

## Britanski napadi v Virginiji
Del flote, ki je prevažal generala Arnolda in njegove posameznike, je prispel v Chesapeake Bay 30. decembra 1780. Brez da bi čakal na preostale transportne ladje, je Arnold odplul po James River in na dan 4. januarja izkrcal 900 vojakov v Westover, Virginia. Po prisilnem maršu čez noč je naslednji dan napadel Richmond, državno prestolnico, in naletel le na minimalen odpor milice. Po dveh dneh napadov na tem območju so se vrnili na svoje čolne in odpluli proti Portsmouthu. Arnold je tam vzpostavil utrdbe in poslal svoje moške na napadalne in roparske ekspedicije. Lokalna milica je bila poklicana, a bila je v tako majhnem številu, da britanske prisotnosti ni bilo mogoče ogroziti. To ni preprečilo, da bi se napadalske ekspedicije srečale spopadi, kot so se zgodile pri spopadu pri Waters Creek marca.
Ko so novice o Arnoldovih dejavnostih dosegle Georga Washingtona je sklenil, da je odziv potreben. Hotel je, da Francozi pošljejo pomorsko ekspedicijo iz svoje baze v Newportu, vendar je poveljnik admirala Chevalier Destouches zavrnil kakršnokoli pomoč, dokler ni prejel poročil o resni škodi zaradi neviht na delu britanske flote 22. januarja. 9. februarja je kapitan Arnaud de Gardeur de Tilley je z Newporta odplul s tremi ladjami Eveille ter fregatama Surveillante in Gentile. Ko je prispel pred Portsmouth štiri dni kasneje, je Arnold umaknil svoje ladje, ki so imele bolj plitke gaz kot Francoske navzgor po reki Elizabeth, kjer de Tilley ni mogel slediti. De Tilley se je, potem ko je ugotovil, da so lokalne milice "popolnoma nezadostne" za napad na Arnoldovo pozicijo, vrnil nazaj v Newport. Na poti je zajel HMS Romulus, fregato, ki so jo Britanci poslali iz New Yorka, da bi raziskali njegovo gibanje.
Kongres je 20. februarja odobril oddelek kontinentalnih sil za Virginijo. Washington je poveljstvo ekspedicije dodelil markizu de Lafayette, ki je istega dne odšel iz "Peekskilla, New York". Njegove čete, katerih število je bilo okoli 1.200 mož, so obsegale tri lahke [Polk|regimente]], izbrane iz enot, dodeljenih kontinentalnim regimentom iz New Jerseyja in Nove Anglije; te regimente so vodili Joseph Vose, polkovnik Francis Barber in Jean-Joseph Sourbader de Gimat. Lafayettejeva enota je 3. marca prispela na Head of Elk (današnji "Elkton, Maryland", severna plovna meja zaliva Chesapeake). Medtem ko je čakal na prevoz za svoje čete v "Annapolis, Maryland"], je Lafayette potoval proti jugu in 14. marca prispel v Yorktown, da bi ocenil situacijo.

### Ameriški poskusi obrambe
De Tilleyjeva ekspedicija in močno spodbujanje generala Washingtona, ki je potoval v Newport, da bi pritisnil na zadevo, sta prepričala Destouchesa, da se je zavezal na več. 8. marca je odplul s celotno floto (7 bojnih ladij in več fregat, vključno z nedavno zajetim Romulusom), ki je prevažala francoske vojake, da se pridružijo Lafayettejevim enotam v Virginiji. Admiral Arbuthnot, obveščen o njegovem odhodu, je odplul 10. marca, potem ko je poslal Arnoldu obvestilo o francoskem gibanju. Arbuthnot, čigar [cinkane ladje so lahko plule hitreje od tistih Destouchesa, je 16. marca prispel na Cape Henry, tik pred francosko floto. Sledila je bitka, ki je bila neodločena, a je Arbuthnotu omogočila, da je vstopil v "Lynnhaven Bay" in obvladal dostop do Chesapeake Bay; Destouches se je vrnil v Newport. Lafayette je videl britansko floto in v skladu z ukazi pripravil načrte za vrnitev svojih vojakov na območje New Yorka. Do začetka aprila se je vrnil na Head of Elk, kjer je prejel ukaze od Washingtona, naj ostane v Virginiji.
Odhod Destouchesove flote iz Newporta je sprožil odziv generala Clintona, da je poslal Arnoldu okrepitve. Po Arbuthnotovem odhodu je poslal transport, ki je prevažal približno 2.000 mož pod poveljstvom generala Williama Phillipsa na Chesapeake. Ti so se 27. marca pridružili Arnoldu v Portsmouthu. Phillips, kot višji poveljnik, je prevzel poveljstvo nad enoto in nadaljeval z napadi, ciljal je na Petersburg in "Richmond, Virginija". Do tega časa sta baron von Steuben in Peter Muhlenberg, poveljnika milice v Virginiji menila, da se morata upreti, da ohranita moralo kljub slabši moči svojih vojakov. Ustanovila sta obrambno črto v Blandfordu blizu Petersburga (Blandford je zdaj del mesta Petersburg) in se borila v discipliniranem, a izgubljenem spopadu]] 25. aprila. Von Steuben in Muhlenberg sta se umaknila pred napredovanjem Phillipsa, ki je upal, da bo ponovno napadel Richmond. Vendar je Lafayette izvedel vrsto prisilnih maršev in 29. aprila prispel v Richmond, le nekaj ur pred Phillipsom.

## Cornwallis in Lafayette
Da bi se spopadel z britansko grožnjo v Carolinah, je Washington poslal generalmajorja Nathanael Greena, enega svojih najboljših strategov, da ponovno zgradi ameriško vojsko v Severni Karolini po porazu pri Camdenu. General Cornwallis, ki je vodil britanske čete na jugu, je želel opraviti z njim in pridobiti nadzor nad državo.
Greene je razdelil svojo slabotnejšo enoto, poslal del svoje vojske pod Daniel Morganom za ogrožanje britanske postojanke Ninety Six, Južna Karolina. Cornwallis je poslal Banastre Tarletonona za Morganom, ki je skoraj uničil Tarletonovo poveljstvo v januarski bitki pri Cowpensu in skoraj ujel Tarletona v tem spopadu. Temu spopadu je sledilo, kar je bilo imenovano "dirka do reke Dan," v kateri je Cornwallis lovil Morgana in Greena, da bi ju ujel, preden bi ponovno združila svoje enote. Ko je Greene uspešno prečkal Dan reko in vstopil v Virginijo, je Cornwallis, ki je svojo vojsko razbremenil večine prtljage, opustil zasledovanje. Vendar je Greene prejel okrepitve in zaloge ter ponovno prečkal reko Dan in se vrnil v Greensboro, North Carolina na boj s Cornwallisom.
Cornwallisom je zmagal v bitki pri Guilford Court House, toda Greene je uspel umakniti svojo vojsko nedotaknjeno, Britanci pa so utrpeli dovolj žrtev, da je bil Cornwallis prisiljen umakniti se v Wilmington po okrepitev in oskrbo. Greene je nato ponovno prevzel nadzor nad večino Južne Karoline in Georgije. Cornwallis je, kljub kršenju ukazov in tudi v odsotnosti pomembne strateške usmeritve generalne Clintona sklenil, da bo svojo vojsko, sedaj s samo 1.400 ljudmi, poslal v Virginijo 25. aprila; to je bil isti dan, ko sta Phillips in von Steuben bojovala pri Blandfordu.
Phillips, potem ko ga je Lafayette prehitel do Richmonda, se je zavrtel nazaj proti vzhodu in nadaljeval z uničevanjem vojaških in ekonomskih ciljev na tem območju. 7. maja je Phillips prejel sporočilo od Cornwallisa, ki mu je naročil naj gre v Petersburg, da bi združil svoji sili; tri dni kasneje je Phillips v Petersburg tudi prispel. Lafayette je v Petersburgu na kratko obstreljeval britanske pozicije, vendar se ni čutil dovolj močnega, da bi dejansko napadel. 13. maja je Phillips umrl zaradi vročice, Arnold pa je ponovno prevzel nadzor nad četami. To je med možmi povzročilo nekaj negoodovanja, saj Arnold ni bil posebej spoštovan. Med čakanjem na Cornwallisa sta si enoti Arnold in Lafayette sledili. Arnold je poskusil odpreti komunikacijo z markizom (ki je imel ukaze od Washingtona, da naj Arnolda obesi), toda markiz mu je vrnil pisma neodprta. Cornwallis je prispel v Petersburg 19. maja, kar je spodbudilo Lafayettea, ki je poveljeval manj kakor 1.000 kontinentalnim vojakom in približno 2.000 pripadnikom milice, da se umakne v Richmond. Dodatne britanske okrepitev pod vodstvom Ansbacher polkovnika von Voigta je kmalu prispela iz New Yorka in povečala velikost Cornwallisove vojske na več kot 7.000.
Cornwallis je, potem ko je poslal generala Arnolda nazaj v New York, odšel zasledovati najnovejše ukaze generala Clintona za pokojnega Phillipsa. Ta navodila so bila, da ustanovi utrjeno bazo in napade vojaške in ekonomske cilje upornikov v Virginiji. Cornwallis je sklenil, da se mora najprej spopasti s grožnjo, ki jo predstavlja Lafayette, zato se je odpravil v lov za markizom. Lafayette, ki je bil očitno številčno podrejen, se je hitro umaknil proti Fredericksburgu, da bi tam zaščitil pomembno oskrbovalno skladišče, medtem ko se je von Steuben umaknil v Point of Fork (današnji Columbia, Virginia), kjer so se zbrali pripadniki milice in vojaki Kontinentalne vojske z oskrbo, ki so jo pred umikajočimi se Britanci umaknili. Cornwallis je 1. junija prispel do stavbe sodišče Hanover okrožja in namesto da bi poslal celo vojsko za Lafayetteom, je dal Banastre Tarletonu in John Graves Simcoe enote za ločene napadalne akcije.
Tarleton in njegova britanska legija, zmanjšana zaradi katastrofe pri Cowpensu, je hitro odjahal z majhno enoto proti Charlottesvillu, kjer je ujel več članov zakonodajne oblasti Virginije. Skoraj je ujel tudi guvernerja Jeffersona, vendar je bil v iznenandi naskok v večji meri preprečen z jahanjem Jacka Jouetta, pri čemer so Jefferson in vsi razen sedmih zakonodajalcev ušli čez gore. Tarleton se je moral zadovoljiti z več steklenicami vina z Jeffersonovega posestva v Monticello. Simcoe je odšel v Point of Fork, da se spopade z von Steubenom in skladiščem. V kratkem spopadu 5. junija so von Steubenove sile, ki so štetele okoli 1.000, utrpele 30 žrtev, vendar so umaknile večino zalog čez reko. Simcoe, ki je imel le okoli 300 mož, je nato število svojih sil z prižiganjem velikega števila ognjev npihnil; to je povzročilo, da se je von Steuben umaknil iz Point of Fork, pri čemer so zaloge pustili, da jih je Simcoe naslednji dan uničil.
Lafayette je medtem pričakoval takojšnenj prihod dolgo odloženih okrepitev. Kongres je februarja odobril več bataljonov Pennsylvania  kontinentalcev pod brigadirjem Anthony Wayne. Vendar se je Wayne moral soočiti s posledicami upora januarja, ki je skoraj uničil Pennsylvania Line kot bojne sile in do maja je ponovno oblikoval črto ter začel marš v Virginijo. Tudi takrat je bilo med Wayneom in njegovimi moškimi velike nezaupanje; Wayne je moral strelivo in bajonete skrbno hraniti, razen ko so jih potrebovali. Čeprav je bil Wayne pripravljen na marš 19. maja, je bila odhod enote zamujen za en dan zaradi ponovnega odpora potem, ko so enote prejele plačilo z devalviranimi kontinentalnimi dolarji. Lafayette in Wayneovih 800 mož sta združila sile pri Raccoon Fordu na Rappahannock River 10. junija. Par dni kasneje je Lafayette dobil dodatne okrepitev v višini 1.000 milice pod poveljstvom Willliama Campbella.
Po uspešnih napadih Simcoea in Tarletona je Cornwallis začel pot proti vzhodu proti Richmondu in Williamsburgu, skoraj zaničevalno ignorirajoč Lafayettea v svojem gibanju. Lafayette, katerega število se je povečalo na okoli 4.500, je bil napolnjen s samozavestjo in se je začel približevati vojski grofa. Ko je Cornwallis 25. junija dosegel Williamsburg, je bil Lafayette 10 mi (16 km) oddaljen, v Bird's Tavern. Tistega dne je Lafayette izvedel, da so Simcoeovi Queen's Rangers daljši razdalji od glavne britanske sile, zato je Lafayette poslal nekaj konjenice in lahke pehote, da bi jih ujeli. To je spodbudilo spopad pri Spencer's Ordinary, kjer je vsaka stran menila, da je druga znotraj blizu svoje glavne vojske.

## Odločitve zaveznikov
Medtem ko sta Lafayette, Arnold in Phillips manevrirala v Virginiji, sta se zavezniška voditelja, Washington in Rochambeau, pogovarjala o svojih možnostih. 6. maja je v Boston prispela ladja Concorde, dva dni kasneje pa so bili Washington in Rochambeau obveščena o prihodu de Barrasa in vitalnih pošiljk ter financ. 23. in 24. maja sta Washington in Rochambeau imela konferenco v Wethersfield, Connecticut, kjer sta razpravljala o naslednjih korakih. Strinjala sta se, da bo v skladu z njegovimi ukazi, Rochambeau premaknil svojo vojsko iz Newporta v tabor kontinentalne vojske pri White Plains, New York. Odločila stae tudi, da bodo poslali sporočila de Grasseu, ki bodo nakazovala dve možnosti delovanja. Washington je favoriziral idejo napada na New York, medtem ko je Rochambeau podpiral akcijo v Virginiji, kjer so bili Britanci manj utrjeni. Washingtonovo pismo de Grasseu je povzelo ti dve možnosti; Rochambeau pa je v zasebni opombi obvestil de Grassea o svoji izbiri. Nazadnje je Rochambeau prepričal de Barrasa, da naj pripravi svojo floto, da bo pripravljena na pomoč pri katerikoli operaciji, namesto da bi jo odpeljal na pohode na sever, kot mu je bilo naročeno.
Ladja Concorde je odplula iz Newporta 20. junija s sporočili Washingtona, Rochambeauja in de Barrasa, prav tako pa tudi z morskimi piloti, ki jih je zahteval de Grasse. Francoska vojska je zapustila Newport junija in se 7. julija pridružila Washingtonovi vojski na Dobb's Ferry, New York. Od tam sta Washington in Rochambeau odšla na inšpekcijski ogled britanskih obramb v okolici New Yorka, medtem ko sta čakala na novico od de Grassea.
De Grasse je imel dokaj uspešno kampanjo v Zahodnih Indiji, oz. Antilih. Njegove sile so junija uspešno zasedle Tobago po manjšem spopadu z britansko floto. Poleg tega sta se De Grasse in britanski admiral George Brydges Rodney izognila pomembnemu spopadu. De Grasse je prispel v Cap-Français 16. julija, kjer ga je čakala ladja Concorde. Takoj je začel pogajanja s Španci. Obvestil jih je o svoji nameri, da odpluje na sever, a obljubil, da se bo do novembra vrnil, da bi pomagal pri španskih operacijah v zameno za kritično potrebno špansko zaščito med plovbo proti severu. Od njih je pridobil obljubo o zaščiti francoske trgovine in ozemelj, da bi lahko na sever pripeljal svojo celotno floto 28 bojnih ladij. Poleg svoje flote je s seboj vzel 3,500 vojakov pod poveljstvom Markiza de St. Simona in zaprosil Špance v Havani| za sredstva, potrebna za plačilo Rochambeaujevih vojakov. 28. julija je poslal Concorde nazaj v Newport in obvestil Washingtona, Rochambeauja in de Barrasa, da pričakuje prihod v Chesapeake konec avgusta in da bo moral oditi nazaj sredi oktobra. Odplul je iz Cap-Français 5. avgusta, pri čemer je začel namerno počasno pot proti severu skozi malo uporabljeni kanal v Bahamih.

## Britanske odločitve
Premik francoske vojske v območje New Yorka je povzročil veliko skrbi generalu Clintonu; pisma, ki jih je napisal Washington in jih je Clinton prestregel, so kazala, da zavezniki načrtujejo napad na New York. Od junija je napisal vrsto pisem Cornwallisu, ki so vsebovala zmedeno in sporno serijo premišljevanj, predlogov in priporočil, ki so le občasno vsebovala konkretna in neposredna naročila. Nekatera od teh pisem so bila znatno zamujena pri dosegu Cornwallisa, kar je otežilo izmenjavo med obema. 11. in 15. junija je Clinton, očitno kot odziv na grožnjo New Yorku zaprosil Cornwallisa, naj utrdi Yorktown ali Williamsburg in pošlje vse čete, ki jih lahko prihrani, nazaj v New York. Cornwallis je ta pisma prejel v Williamsburg 26. junija. On in inženir sta pregledala Yorktown, ki se je izkazal za neustreznega obrambno. Napisa je pismo Clintonu, v katerem je navedel, da se bo premaknil v Portsmouth, da bi lahko poslal čete proti severu z ladjami, ki so bile tam na voljo.
4. julija je Cornwallis začel premikati svojo vojsko proti trajektu Jamestown, da bi prečkal široko reko James River in marširal v Portsmouth. Lafayetteovi vohuni so opazovali gibanje in spoznal je, da bo britanska sila ranljiva med prečkanjem. Napredoval je s svojo vojsko do Green Spring Plantation in na podlagi obveščevalnih podatkov, da je na prehodu ostal le britanska zaščitnica, poslal generala Wayna naprej, da jih napade 6. julija. V resnici je grof postavil pametno past. Prečkal je le svojo prtljage in nekaj vojakov, da bi jih varoval, ter poslal "dezerterje", da bi napačno obvestili Lafayettea o situaciji. V Bitki pri Green Spring je general Wayne uspel uiti pasti, vendar z znatnimi izgubami in izgubo dveh terenskih topov. Cornwallis je nato prečkal reko in marširal svojo vojsko v Suffolk.
Cornwallis je spet odposlal Tarletona na plenjenje v osrednjo Virginijo. Tarletonov pohod je bil zasnovan na obveščevalnih podatkih, da bi lahko zajeli zaloge, ki so bile na poti k generalu Greenu. Pohod, v okviru katerega je Tarletonova sila prejahala 120 mi (190 km) v štirih dneh je bil neuspeh, saj so bile zaloge že premaknjene. (Med tem ropom so bili nekateri Tarletonovi moški domnevno vključeni v manjše spopade s Peter Franciscom, enim od ameriških junakov Guilford Court House.) Cornwallis je prejel še eno pismo od generala Clintona, medtem ko je bil v Suffolku, datirano 20. junija, v katerem je pisalo, da bodo sile, ki jih je treba vkrcati, uporabljene za napad na Philadelphio.
Ko je Cornwallis prispel v Portsmouth je začel vkrcavati vojake v skladu s Clintonovimi naročili. 20. julija, ko so bili nekateri transporti skoraj pripravljeni na plovbo, so prispela nova naročila, ki so razveljavila prejšnja. V najbolj neposrednih besedah je Clinton naročil, da vzpostavi utrjen globokomorsko pristanišče pri uporabi toliko svoje vojske, kolikor je menil, da je potrebno. Clinton je to odločitev sprejel, ker je mornarica dolgo časa bila nezadovoljna z New Yorkom kot pomorsko bazo, prvič, ker so peščene naslage ovirale vstop v reko Hudson in poškodovale trupe večjih ladij; in drugič, ker je reka pogosto pozimi zamrznila, kar je zapiralo plovila znotraj pristanišča. Arbuthnot je bil nedavno zamenjan in da bi pokazal svoje zadovoljstvo s tem razvojem je Clinton zdaj ugodil mornaričinemu zahtevku, kljub Cornwallisovemu opozorilu, da so odprti zalivi Chesapeake in plovni reki pomenili, da bo katera koli baza tam "vedno izpostavljena nenadnemu napadu Francozov." Izkazalo se je, da je to smrtna napaka v presoji Clintona, saj je potreba po obrambi novih objektov Cornwallisu odvzela vsako svobodo gibanja. Kljub temu je, ko je pregledal Portsmouth in ugotovil, da je manj ugoden kot Yorktown, Cornwallis napisal Clintonu in ga obvestil, da bo utrdil Yorktown.
Lafayette je 26. julija prejel obvestilo, da Cornwallis vkrcava svoje vojake, vendar ni imel obveščevalnih podatkov o njihovi končni destinaciji in začel je premikati svoje vojake, da pokrije nekatere možne točke izkrcanja. 6. avgusta je izvedel, da je Cornwallis prispel v Yorktown in ga utrjuje prav tako kakor tudi Gloucester Point takoj čez čez York River.

## Zbiranje sil na Yorktown
Admiral Rodney je bil obveščen, da de Grasse načrtuje, da bo vsaj del svojega ladjevja odpeljal na sever. Čeprav je imel nekaj namigov, da bi lahko odpeljal celotno floto (bil je seznanjen s številom pilotov, ki jih je de Grasse zahteval, na primer), je predvideval, da de Grasse ne bo zapustil francoskega konvoja pri Cap-Français in da bo del njegove flote spremljal konvoj v Francijo, kot je to storil admiral Guichen prejšnje leto. Rodney je temu primerno prilagodil svoje načrte, uravnotežil je verjetne potrebe flote v Severni Ameriki s potrebo po zaščiti britanskih trgovskih konvojov. Šestnajst od njegovih enaindvajsetih bojnih ladij je zato odplulo z Hoodom v pregonu de Grasse do Chesapeake, preden so se odpravili v New York. Rodney, ki je bil bolan, je medtem tri druge bojne ladje odpeljal nazaj v Anglijo, dve kot trgovski spremstvi, preostali dve pa sta ostali v pristanišču na popravilu. 
Hood je bil z pripravami zelo zadovoljen, kolegu je povedal, da je njegova flota "popolnoma sposobna premagati kakršne koli načrte sovražnika, naj de Grasse pripelje ali pošlje kakšno število ladij v pomoč Barrasu." Kar niti Rodney niti Hood nista vedela je bila de Grasseova odločitev v zadnjem trenutku, da bo svojo celotno floto odpeljal v Severno Ameriko, s čimer je zagotovil francosko premoč tri proti dve v bojni ladijski moči. Srečen nezavedajoč se razvoja situacije je Hood končno odplul iz Antigue 10. avgusta, pet dni po de Grasseu. Med plovbo je bila ena izmed njegovih manjših ladij, ki je nosila obvestila o ameriških pilotih, zajeta s strani privatnika, kar je Britancem v New Yorku še dodatno onemogočilo dostop do dragocenih informacij. Hood je sam po neposredni poti dosegel Chesapeake 25. avgusta in našel vhod v zaliv prazen. Nato se je odpravil v New York, da se sreča z admiralom Sir Thomasom Gravesom, ki je poveljeval newyorški postaji po Arbuthnotovem odhodu.
Dne 14. avgusta je general Washington izvedel za de Grasseovo odločitev, da odpluje v Chesapeake. Naslednji dan je z nevoljo opustil idejo o napadu na New York, saj je zapisal, da "so (z)adeve prišle do krize in odločilne obravnave, sem bil prisiljen ... opustiti vse misli o napadu na New York..." Združena francosko-ameriška vojska je začela napredovati proti jugu 19. avgusta in izvedla več taktik, zasnovanih za zavajanje Clintona o njihovih namenih. Nekatere sile so bile poslane po poti ob obali New Jerseyja in ukazano jim je bilo, da opravijo priprave na tabor, kot da se pripravljajo na napad na Staten Island. Vojska je prav tako nosila desantne čolne, da bi ideji dodala verodostojnost. Washington je poslal ukaze Lafayetteu, da prepreči Cornwallisu vrnitev v Severno Karolino; ni izvedel, da se je Cornwallis utrdil pri Yorktownu do 30. avgusta. Dva dni kasneje je vojska prečkala Philadelphio; še en upor tam je bila preprečen, ko so bila pridobljena sredstva za vojake, ki so grozili, da ne bodo odšli, dokler ne bodo plačani.
Admiral de Barras je 25. avgusta odplul s svojo floto iz Newporta, pri čemer je šrevažal francosko oblegovalno opremo. Plul je po poti, ki ga je namerno odpeljala od obale, da bi se izognil srečanju z Britanci. De Grasse je pristal v Chesapeakeu 30. avgusta, pet dni po Hoodu. Takoj je izkrcal čete iz svoje flote, da bi pomagal Lafayetteu pri blokadi Cornwallisa in postavil nekatere svoje ladje za blokado rek York in James.
Novica o odhodu de Barrasa je dosegla New York 28. avgusta, kjer so se srečalii Graves, Clinton in Hood, da bi razpravljali o možnosti napada na francosko floto v Newportu, saj tam francoska vojska več ni bilo, da bi jo branila. Clinton še ni spoznal, da Washington maršira proti jugu, kar ni bilo potrjeno do 2. septembra. Ko so izvedeli o odhodu de Barrasa so takoj sklepali, da se de Grasse mora usmeriti proti Chesapeakeu (vendar še niso vedeli za njegovo moč). Graves je 31. avgusta odplul iz New Yorka z 19 bojnimi ladjami; Clinton je napisal Cornwallisu, da ga opozori, da Washington prihaja, in da bo poslal 4.000 okrepitvenih enot.
5. septembra je britanska flota priplula do ustja Chesapeakea in zagledala zasidrano francosko floto De Grasse, ki je imel možena obali, je bil prisiljen prerezati sidrovje in se trudil, da bi svojo floto spravil na odprto morje, da bi se srečal z Britanci. V bitki pri Chesapeakeu je de Grasse za las odnesel taktično zmago, vendar je to bila strateško odločina zmaga. Po bitki sta se obe floti nekaj dni premikali na jugovzhod, pri čemer so se Britanci izogibali pred novo bitko in obe floti sta opravljali popravila ladij. To je očitno bil tudi trik de Grasseja, da bi zagotovil, da Britanci ne bi motili de Barrasovega prihoda.
Flota Britancev je bila opažena v daljavi 9. septembra, ko se je usmerila proti zalivu; de Grasse je sledil naslednji dan. Graves, prisiljen potopiti eno svojih ladij, se je vrnil v New York na popravila. Manjše ladje iz francoske flote so nato pomagale pri prevozu francosko-ameriške vojske po Chesapeakea v Yorktownu, kar je omogočilo obleganje Cornwallisa.

## Yorktown
6. septembra je general Clinton napisal pismo Cornwallisu, v katerem mu je povedal, naj pričakuje okrepitve. Cornwallis je to pismo prejel 14. septembra, to pismo je morda imelo ključno vlogo pri odločitvi Cornwallisa, da ostane v Yorktownu in se ne poskuša prebiti ven,kljub pritisku Banastreja Tarletona, naj se prebije proti relativno šibkemu Lafayetteu. General Washington je potem ko je preživel nekaj dni na Mount Vernonu prvič v nekaj letih prispel v taborišča zunaj Yorktowna 17. septembra. Tistega dne je britansko vojaško vodstvo v New Yorku imelo posvetovanje, na katerem so se strinjali, da Cornwallisa ne morejo okrepiti, dokler ne prevzamejo nadzora nad Chesapeakeom. Zgodovinar Richard Ketchum opisuje odločitev sveta kot tisto, ki je pustila Cornwallisa "obviseti v vetru." Dan prej je Cornwallis napisal obupno prošnjo za pomoč: "Mnenja sem, da mi ne morete nuditi učinkovite pomoči, razen če pridete neposredno na to mesto." Preden je 17. poslal pismo, je Cornwallis dodal: "Če me ne morete rešiti zelo kmalu, se morate pripraviti, da slišite najslabše."
Washington, Rochambeau in de Grasse so nato sklicali svet na de Grassejevi admiralni ladji Ville de Paris, da bi dokončali priprave na obleganje; de Grasse se je strinjal, da bo za akcijo zagotovil približno 2.000 marincev in nekaj topov. Med sestankom je de Grasse privolil, da odloži svoj odhod (prvotno predviden za sredino oktobra) do konca oktobra. Po vrnitvi generalov v Williamsburg so slišali govore, da so britanske pomorske okrepitev prispele v New York in da bi lahko bila francoska flota ponovno ogrožena. De Grasse je želel umakniti svojo floto iz zaliva kot previdnost in potrebne so bile prošnje Washingtona in Rochambeaua, ki jih je de Grasseju posredoval Lafayette, da ga prepričajo, naj ostane.
Obleganje Yorktown se je uradno začelo 28. septembra. Kljub zadnjemu poskusu Cornwallisa, da pobegne preko Gloucester Pointa, se je obleganje zaprlo okoli njegovih položajev in zavezniški topovi so povzročili opustošenje v britanskih taboriščih in 17. oktobra je začel pogajanja o predaji. Tistega dne je britanska flota ponovno odplula iz New Yorka z 6.000 vojaki. Ker so bili še vedno številčno manjši od združenih francoskih flot, so se na koncu obrnili nazaj. Francoski pomorski častnik, ki je opazoval odhod britanske flote 29. oktobra, je zapisal: "Prepozni so bili. Ptica je bila že snedena."

## Posledice
"Gospod, — imam pomislek, da vam moram sporočiti, da sem bil prisiljen predati položaje York in Gloucester ter predati vojake pod mojim poveljstvom, z kapitulacijo dne 19. tega meseca, kot vojne ujetnike združenim silam Amerike in Francije."

— Cornwallis Clintonu, 20. oktobra 1781

### Britanske vojska
Pogajanja o predaji so bila zapletena zaradi dveh vprašanj. Ko so se ameriške sile predale v Charlestonu leta 1780, niso prejele običajnih pogojev kapitulacije, ki so vključevali dviganje zastav in igranje nasprotnikove pesmi. Washington je vztrajal, da se ti pogoji uporabijo za predajo britanske vojske v Yorktownu, njegovi pogajalci so opozorili, da so se branitelji v obeh primerih obnašali s pogumom. Drugo vprašanje je zadevalo usodo lojalistov v britanskem taboru. To vprašanje je bilo rešeno z dodatkom klavzule k pogojem, ki je dovolila eni britanski ladji, slupu Bonetta, da je bila poslana brez kakršnekoli vrste pregleda, da nosi razglasitve od Cornwallisa do New Yorka; Američani, ki so sumili, da bi lahko na ladji bili pobegli sužnji ali lojalisti, so bili tako preprečeni pri pregledu ladje.
Ko je britanska garnizija 19. oktobra zapustila svoje položaje, da bi se predala, je to storila z zloženimi zastavami , morda ob zvokih britanske pesmi "The World Turned Upside Down". Cornwallis, ki je trdil, da je bolan, ni prisostvoval slovesnosti, temveč je poslal svojega namestnika generala O'Haro, da predloži svoj meč. O'Hara je sprva poskušal predati meč francoskemu častniku, a je bil na koncu usmerjen k enemu od Washingtonovih častnikov, Benjamin Lincolnu, poraženemu poveljniku v Charlestonu. Lincoln je za kratek čas držal ponujen meč in ga nato vrnil O'Hari.
V tednih, ki so sledili, je bila vojska pod varstvom marširana v ujetniška taborišča v Virginiji in Marylandu. Cornwallis in drugi častniki so se vrnili v New York in jim je bilo dovoljeneno, da se vrnejo v Anglijo pod parolo. Ladja, na kateri je Cornwallis odplul decembra 1781, je prav tako prevažala Benedicta Arnolda in njegovo družino.

### Zavezniki
Lokalna milica, ki je podpirala obleganje, je bila odpuščena iz službe. Nekatere ameriške kontinentalne sile so se vrnile v območje New Yorka, kjer je Washington nadaljeval z bojem proti britanski prisotnosti do konca vojne; druge so bile poslane proti jugu, da bi pomagale pri prizadevanjih generala Greena v Karolinskih državah. Problemi glede plač in pogojev so bili stalna težava do konca vojne, vendar Washington ni več vodil nobene bitke.
Francoske sile, ki so prišle z de Grasseom, so ponovno vkrcali, da je odplul do Zahodne Indije skupaj s floto de Barrasa zgodaj novembra. Potem, ko je tam ponovno zavzel več britanskih tarč, se je de Grasse pripravljal na združitev s Španci za napad na Jamajko, ko ga je admiral Rodney porazil v aprilu 1782 bitki pri Saintes, floto je zajel skupaj z njegovim admiralom. Sile generala Rochambeaua so prezimile v Virginiji in se naslednje poletje vrnile v  Rhode Island.

### Usoda sužnjev
Med kampanjo pri Yorktownu je veliko suženjskih Afroameričanov zbežalo od svojih lastnikov proti britanskim črtam v upanju na svobodo. Dne 25. oktobra je Washington izdal odredbo, ki je določala, da morajo vse bežeče sužnje, ki so se pridružili Britancem, zbrati kontinentalne enote zbrati in jih postaviti pod nadzor oboroženih straž v utrjenih taborih na obeh straneh reke York. Tam naj ostanejo, dokler "ne bodo organizirali vračanja k svojim lastnikom." Zgodovinar Gregory J. W. Urwin opisuje Washingtonovo dejanje kot "[pretvorbo] svojih zvestih kontinentalnih vojakov — moških, ki so zaslužni za osvojitev ameriške neodvisnosti — v vojsko lovcev na sužnje."

### Reakcije
Pomočnik generala Washingtona, poročnik Tench Tilghman je bil poslan, da sporoči novice Kongresu. Po prihodu v Filadelfijo 22. oktobra je bil dva dni za prvim obvestilom o predaji, ki je bilo posredovano iz Baltimora pred njim. Novice so elektrificirale Kongres in prebivalstvo. Cerkevni zvonovi so zveneli in Liberty Bell je domnevno odmevala z zvonenje,, to se je ponavljalo po vseh krajih, ko so novice potovale po kolonijah. Nekateri kongresniki so predlagali resolucijo, ki je pozivala generala Washingtona, naj aretira in obesi generala Cornwallisa; po "[d]ebati, ki je trajala več dni", je bila resolucija zavrnjena.
Novice so v od Britancev zaseden New York prinesle žalost. Sprva so jih sprejeli s skepso, vendar so bile novice 27. oktobra končno potrjene, čeprav je mesto še čakalo na novice o Clintonovem neuspešnem reševalnem naporu. Clinton je bil poklican nazaj v London in je mesto zapustil marca 1782. Zamenjal ga je general Guy Carleton, ki je prejel ukaz o preklicu ofenzivnih operacij.
Ko je novica prispela v London 25. novembra, je lord Germain opisal reakcijo lorda Northa na novico: "vzel bi kroglo v svoja prsa. Svojih rok je odprl, divje vzklikajoč, medtem ko je hodil gor in dol po stanovanju v tistih nekaj minutah, 'O Bog! Vse je končano!'" Kralj Jurij III. je prejel novico mirno in dostojanstveno, čeprav je kasneje postal depresiven, ko je novica bila potrjena in celo razmišljal o abdikaciji. Kraljevi podporniki v parlamentu so bili potlačeni, opozicija pa vesela. Resolucija, ki je pozivala h koncu vojne je bila predstavljena 12. decembra in je padla za en glas. Lord Germain je bil odstavljen v začetku leta 1782, administracija Northa pa je kmalu zatem padla. Sledila so mirovna pogajanja, vojna pa se je uradno končala s podpisom Pariškega sporazuma 3. septembra 1783.
General Cornwallis, kljub temu da je bil poveljnik, ki se je predal, ni bil obtožen poraza. Na svojem povratku v London je bil dobro sprejet in eden izmed piscev je ponovil splošno mnenje, da je "vojska lorda Cornwallisa bila prodana." General Clinton je preostanek svojega življenja posvetil za obrambo svoje lastne reputacije; "uporniki so se mu smejali, Britanci so ga zaničevali in lojalisti preklinjali." Leta 1783 je objavil Pripoved o kampanji 1781 v Severni Ameriki, v kateri je poskušal prenesti krivdo za neuspehe kampanje 1781 na generala Cornwallisa. To je naletelo na javni odgovor Cornwallisa, ki je uperil svoje kritike proti Clintonu. Zelo javna razprava je vključevala objavo velikega dela njune korespondence.
Admiral Graves prav tako ni trpel zaradi poraza proti de Grasse; nazadnje je bil napredovan v polnega admirala in prejel plemiški naziv. Vendar so mnogi vidiki bitke pri Chesapeake postali predmet tako sodobne kot zgodovinske razprave, ki se je začela takoj po bitki. 6. septembra je admiral Graves izdal memorandum, v katerem upravičuje zmedeno uporabo signalov, pri čemer je povedal, da "[ko] je signal za bojno črto naprej hkrati prižgan z signalom za boj, to ne pomeni, da bo drugi signal postal neučinkovit zaradi preveč strogega upoštevanja prvega." Hood je v komentarju, ki je bil napisan na hrbtni strani njegove kopije opazil, da to odpravlja kakršno koli možnost napada sovražnika, ki je bil v neredu, saj bi zahtevalo, da bi bila tudi britanska črta neurejena. Namesto tega je vztrajal, da "mora biti britanska flota kar se da kompaktna, da bi lahko izkoristila kritičen trenutek odprte prednosti ..." Drugi so kritizirali Hooda, ker "ni v celoti pomagal svojemu poveljniku" in da bi bil nižji častnik obsojen na vojaškem sodišču, ker ni storil svojega najboljše za spopad s sovražnikom."
Grof de Rochambeau je poslal dve sporočili, da bi novico dostavil v Pariz, kar je imelo nenavadne posledice v francoski vojaški politiki. Armand Louis de Gontaut,Vojvoda de Lauzun in Christian od Palatinate-Zweibrücken, grof Comte de Deux-Pontes (1752–1817), ki sta se izkazala med obleganjem, sta bila poslana na ločenih ladjah, da prinesela novico. Deux-Pontesa je spremljal ljubljenec francoskega pomorskega ministra (Charles Eugène Gabriel de La Croix, markiz de Castries), grof de Charlus. Lauzun je pozval Rochambeau, naj pošlje namesto njega grof de Charlusa iz političnih razlogov, kar pa Rochambeau ni storil. Ludvik XVI. Francoski in njegovi ministri so novico sprejeli z navdušenjem, vendar sta Castries in Charlus poskrbela, da sta bila Lauzun in Rochambeau prikrajšana pri prejemu nagrad za uspeh. Deux-Pontes je bil nagrajen z Redom sv. Louisa in poveljstvom nad regimentom.

## Analiza
Zgodovinar John Pancake opisuje kasnejše faze kampanje kot "britansko polomijo" in da so "zavezniške operacije potekale z točno izvršitvijo." Pomorski zgodovinar Jonathan Dull je opisal de Grasseovo pomorsko kampanjo iz leta 1781, ki je obsegala poleg Yorktowna še k francoskemu zavzetju Tobaga in španskemu obleganju Pensacole, kot "najbolje izvršeno pomorsko kampanjo dobe plovb in je uspeh francoske mornarice primerjal z britanskim čudežem iz leta 1759. Opazil je tudi, da je pomembno število individualnih odločitev, občasno proti ukazom ali prejšnjim dogovorom, pomembno prispevalo k uspešnosti kampanje:
1. Francoski ministri Armand Marc, comte de Montmorin in Charles Gravier, comte de Vergennes sta prepričala francosko administracijo, da so potrebni odločilni ukrepi v Severni Ameriki, da bi končali vojno.
2. Francoski pomorski minister Castries je napisal ukaze za de Grasse, ki je slednjemu omogočil dovolj fleksibilnosti, da pomaga v kampanji.
3. Španski guverner Louisiane Bernardo de Gálvez je sprostil ladje in vojake, da zaščitijo francoska ozemlja, medtem ko je de Grasse plul proti severu z večino francoske vojske v Zahodni Indiji.
4. Španski kubanski kolonialni uradnik Francisco Saavedra je sodeloval pri odločanju, ki je omogočilo de Grasseovo severno ekspedicijo.
5. General Rochambeau in Chevalier Luzerne sta oba prepričala de Grasseja, naj se odloči za Chesapeake.
6. Admiral de Barras je kršil svoje ukaze, da deluje iz Nove Fundlandije, kar je omogočilo pravočasen prihod francoskega prateža v Yorktown.
7. George Washington se je odločil proti napadu na New York in se namesto tega odpravil na tvegano pohodno pot v Virginijo.
8. Admiral De Grasse je privolil, da bo prekoračil svoj načrtovani čas v Chesapeakeu, saj je razumel pomembnost naloge tam.

O de Grasseovih pogajanjih s Španci, ki so omogočila uporabo njegove flote in njegovem ukazu za ekonomsko floto, da ostane na Zahodnih Indijah, je kapitan kraljeve mornarice Thomas White v svoji analizi kampanje iz leta 1781 leta 1830 zapisal, da "(č)e bi britanska vlada to dopustila ali bi britanski admiral sprejel takšen ukrep,... en bi bil odstavljen, drugi pa bi bil obešen: ni čudno, da so uspeli, mi pa smo propadli."

## Spomini
Glavne točke obeležitve dogodkov te kampanje upravlja Nacionalna parkovna služba v Kolonialnem narodnem zgodovinskem parku. Poleg bojišča v Yorktownu, park vključuje Memorial Cape Henry, kjer se spominjajo francoske pomorske zmage de Grassa.